# Susanne Rydén

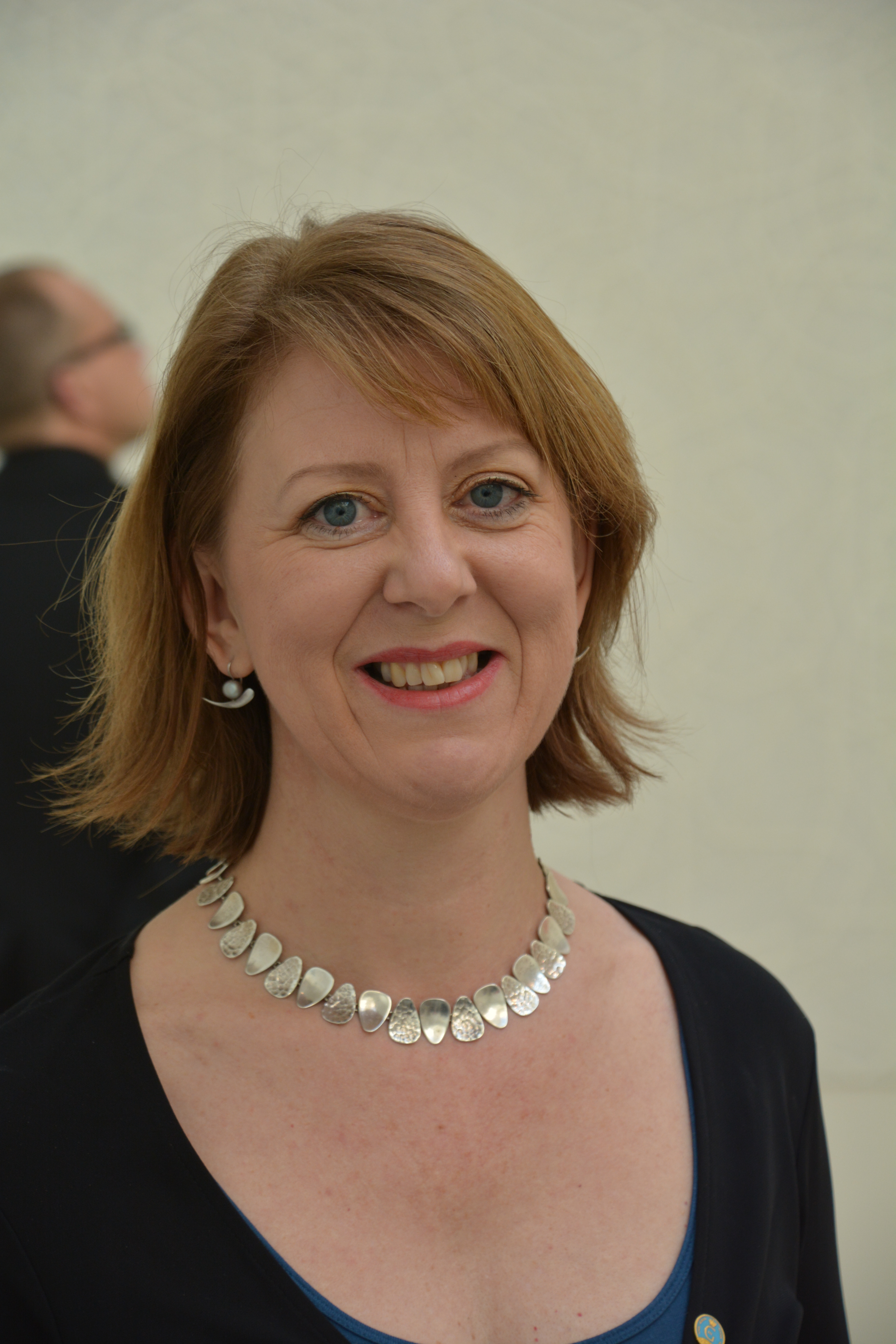
Susanne Rydén im Februar 2015.

Susanne Ingegerd Rydén (* 2. Oktober 1962 in Hjärtlanda) ist eine schwedische Opernsängerin (Sopran) und Orchesterleiterin, die sich auf Alte Musik spezialisiert hat.

## Ausbildung
Susanne Rydén studierte an der königlichen Musikhochschule in Stockholm und an der Schola Cantorum in Basel bei René Jacobs sowie in London an der Gulidhall School bei Jessica Cash. Sie musiziert regelmäßig mit Dirigenten, Musikern und Ensembles der Alten-Musik-Szene wie etwa Christopher Hogwood, Masaaki Suzuki und dem Bach Collegium Japan, Cantus Cölln, Joshua Rifkin und Emma Kirkby.
Als Opernsängerin trat sie an verschiedenen europäischen Opernhäusern und Festspielen auf.
2004 initiierte sie das groß angelegte Projekt „Christina's Journey“ („Die Reise der Christina“), eine szenische Aufführung über das Leben der schwedischen Königin Christina. Diese Produktion erhielt verschiedene Auszeichnungen. Auch ihre CD-Aufnahmen u. a. bei Harmonia Mundi, BIS, Caprice und cpo sind teilweise mit Kritikerpreisen ausgezeichnet worden.
Von 1996 bis 2002 unterrichtete Rydén an der Königlichen Musikakademie in Stockholm, zu deren Mitglied sie 2007 gewählt wurde. Sie ist künstlerische Leiterin des Smålands Kulturfestivals. Seit März 2015 ist sie Orchesterleiterin des Kammerorchesters Musica Vitae.
Seit Ende 2015 ist Rydén Präses der Musikakademie.